# Anna Boada
Anna Boada Peiró  (Barcelona, 30 de diciembre de 1992) es una exremera olímpica española.
En 2016, tras obtener la clasificación olímpica en mayo en Lucerna (Suiza), participó junto con su compañera Aina Cid en la prueba de Dos sin timonel en los Juegos Olímpicos de Río 2016, y ha fue diploma olímpico al ocupar el sexto puesto en la final.
En el campeonato del mundo de 2018 celebrado en Plovdiv, Anna, junto a su compañera de dos sin, Aina Cid, logran un tercer puesto en la final del dos sin absoluto femenino, obteniendo así la medalla de bronce, y que supone la primera medalla obtenida por un equipo español en un mundial absoluto tras 12 años desde la última, de plata, lograda por Jesús González Álvarez y Juan Manuel Florido Pellón en Eton 2006. Es más, se trata de la primera medalla femenina en una prueba olímpica lograda en un campeonato del mundo en la historia del remo español.
Se retiró en abril de 2019.

## Palmarés
- 2010: 5.º puesto en el Camepeonato del mundo Júnior en Račice,  República Checa: Cuatro sin juvenil femenino (JW4-)
- 2014: 10.º puesto en el Campeonato del mundo sub-23 en Varese,  Italia: Dos sin timonel femenino sub-23 (BW2-)
- 2014: 17.º puesto en el Campeonato del Mundo en Ámsterdam,  Países Bajos: Doble scull femenino (W2x)
- 2015: 8.º puesto en la I Copa del Mundo de 2015 en Bled,  Eslovenia: Dos sin femenino (W2-)
- 2015: 8.º puesto en el Campeonato Europeo en Poznan,  Polonia: Dos sin femenino (W2-)
- 2015: 16.º puesto en la III Copa del Mundo de 2015 en Lucerna,  Suiza: Dos sin femenino (W2-)
- 2015: 20.º puesto en el Campeonato del Mundo en Aiguebelette,  Francia: Dos sin femenino (W2-)
- 2016:  Medalla de Bronce en la I Copa del Mundo de 2016 en Varese,  Italia: Dos sin timonel femenino sub-23 (BW2-)
- 2016:  Medalla de Oro en la Última y Europea Regata de Clasificación Olímpica de Lucerna,  Suiza: Dos sin femenino (W2-)
- 2016: 6.º puesto en los Juegos Olímpicos en Río de Janeiro,  Brasil: Dos sin femenino (W2-)
- 2017: 5.º puesto en el campeonato del mundo en Sarasota  Estados Unidos: Dos sin femenino (W2-)
- 2018:  Medalla de Bronce en el campeonato del mundo en Plovdiv,  Bulgaria: Dos sin femenino (W2-)